# Caecum cycloferum
Caecum cycloferum är en snäckart som beskrevs av de Folin 1867. Caecum cycloferum ingår i släktet Caecum och familjen Caecidae. Inga underarter finns listade i Catalogue of Life.

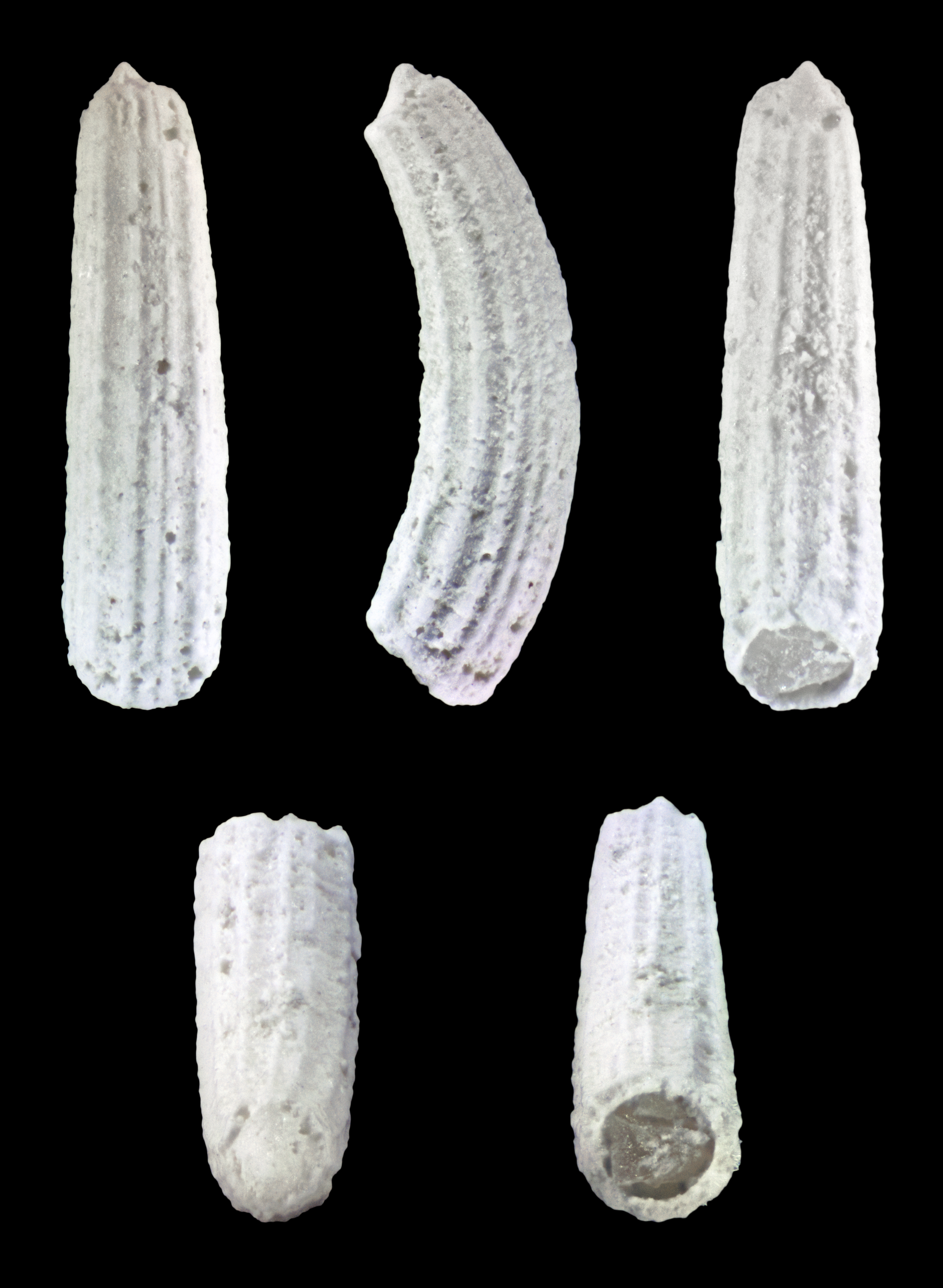
Fossilprov, Pliocene, Florida